# Jean-Luc Silo
Pour les articles homonymes, voir Silo.
Jean-Luc Silo, dit Silo, né à Saint-Laurent-du-Maroni et mort le 4 juillet 2018 en Guyane, est un auteur-compositeur-interprète français.

## Discographie
- Pa joué ké lanmou, chanson extraite de son premier album, sorti en 2007 [2]

Au total, il enregistre 6 albums, dont le dernier Tradisyon, sorti en 2015.